# Инаугурация Джорджа Буша-старшего
Инаугурация Джорджа Герберта Уокера Буша в качестве 41-го Президента США состоялась 20 января 1989 года. Одновременно к присяге был приведён Дэн Куэйл как 44-й вице-президент США. Президентскую присягу принимал Председатель Верховного суда США Уильям Ренквист, а присягу вице-президента принимала судья Сандра Дэй О’Коннор.
Буш стал первым президентом США, вступившим сразу с должности вице-президента в должность президента после Мартина Ван Бюрена в 1837 году, и последним ветераном боевых действий Второй мировой войны.
Это мероприятие помогло Вашингтонскому метрополитену установить однодневный рекорд в 604 089 поездок, побив рекорд в 565 000, установленный весной во время митинга «Вашингтон за Иисуса» 1988 года. Данный рекорд сохранился до 1991 года, когда состоялось национальное празднование Победы.

## Галерея
- Инаугурационный парад
- Джордж Буш вместе с супругой Барбарой Буш на инаугурационном балу